# Корчемний Василь Григорович
Василь Григорович Корчемний (14 листопада 1931, Киселі — 5 вересня 2016, Хоростків) — український науковий агроном-садівник, пасічник і автор і видавець книжок про флору.

## З життєпису
Народився 14 листопада 1931 року в селі Киселі Старокостянтинівського району Хмельницької області.
Закінчив сім класів місцевої школи, в 1949 році вступив на навчання до Кам'янець-Подільського училища садівництва. В 1951 році успішно закінчив училище, отримав кваліфікацію старшого садівника. Потім вступає на навчання до Житомирського сільськогосподарського технікуму на відділення плодоовочівників. По закінченні було присвоєно кваліфікацію агронома-плодоовочівника.
Продовжує своє навчання в найстаршому навчальному закладі в галузі садівництва — Уманському сільськогосподарському інституті. Після успішного завершення навчання і відмінного захисту дипломної роботи було присвоєно кваліфікацію агронома-садівника.
Заочно поглиблював свої знання у галузі бджільництва, навчаючись у Рибнинському науково-дослідному інституті бджільництва (Росія).
З 1954 року Василь Корчемний працює на сільськогосподарській дослідній станції, яка розташована в місті Хоросткові Гусятинського району Тернопільської області.
У Хоросткові на землях дослідної станції під його керівництвом було висаджено 150 га садів і ягідників. Він заклав колекційні і маточні сади, де вивчався багатющий плодоягідний асортимент, який збагатив помологічний склад садівничої галузі області, завдяки цьому було розроблено нову агротехніку ведення садівництва.

### Хоростківський державний дендрологічний парк
В 1972 році на площі 14 га розпочато роботи зі створення Хоростківського дендрологічного парку — зеленого музею екзотичної і місцевої флори Поділля просто неба , в якому зібрано велику колекцію видів, різновидів і форм дерев, чагарників з усіх країн і континентів світу.
Створюючи хоростківський шедевр садово-парокового мистецтва, Корчемний одночасно створював колекцію цікавих тропічних і субтропічних рослин для закритого ґрунту, так званого зимового саду. Майже за десять років він зібрав 375 видів і форм субтропічних і тропічних культур.

### Літературний доробок
Про своє рідне село Киселі Корчемний написав і видав у світ такі книжки:
- Киселі, село моє, життя дитинства чарівного — Тернопіль: «Лілея», 1999. — ISBN 966-7298-39-6
- Отчий край — Тернопіль, 1996
- Край, де щедрістю все дише — Тернопіль: «Лілея», 2000. — ISBN 966-7298-77-9
- 400 років селу Киселі — Тернопіль: «Лілея», 2001. — ISBN 966-7298-81-7
- Святкування 400-річчя села Киселі
- Місто на річці Тайна: Краєзнавчий нарис — Тернопіль: «Тернопіль», 1993
- Хоростків — місто Подільського краю
- Цікаві оповіді про Хоростків — Тернопіль: «Лілея», 1999. — ISBN 966-7298-63-9

Також написав і видав ботанічні і різні інші книжки:
- Зелені скарби Поділля. Тернопільська сільськогосподарська дослідна станція, 1994.
- Екзоти Поділля — Тернопіль: «Лілея», 1998. — ISBN 966-7298-08-6
- Хоростківська перлина садово-паркового мистецтва — Тернопіль: «Лілея», 1999. — ISBN 966-7298-61-2
- Іскра любові і милосердя Божого — Тернопіль: «Поліграфіст», 1995.
- Калайджан Самуїл Олексійович — Тернопіль: «Лілея», 1999. Присвячується 85-річчю від дня народження Самуїла Олексійовича Калайджана.
- Оповідання — Тернопіль: «Лілея», 2000. — ISBN 966-7298-72-8
- Поезії — Тернопіль: «Лілея», 2000. — ISBN 966-7298-74-4

### Відзнаки
- Заслужений працівник сільського господарства України (1992),
- Відмінник охорони природи України,
- Почесний член Всеукраїнського товариства охорони природи, член Всеукраїнської спілки краєзнавців, Всеукраїнської спілки «Літературний форум», Національної Спілки журналістів України, Почесний пасічник України, Почесний громадянин міста Хоросткова, Заслужений працівник Подільської дослідної станції, академік Української Екологічної Академії.